# 25 april-bron
25 april-bron (portugisiska: Ponte 25 de Abril) är en hängbro för väg- och järnvägstrafik över floden Tajo i Lissabon, Portugal. Det är en 2 277 meter lång bro med ett 1 012 meter långt hängbrospann.
Väg E1 och E90 går över bron och vägen är motorväg. Den utgör en del i Lissabons förbindelser ut mot övriga landet.

## Historik
Bron invigdes 1966 och kallades då Salazar-bron (Ponte Salazar) efter premiärminister António de Oliveira Salazar. Efter Nejlikerevolutionen 1974 fick den det nya namnet 25 april-bron efter revolutionsdagen. 